# Museu Histórico do Estado

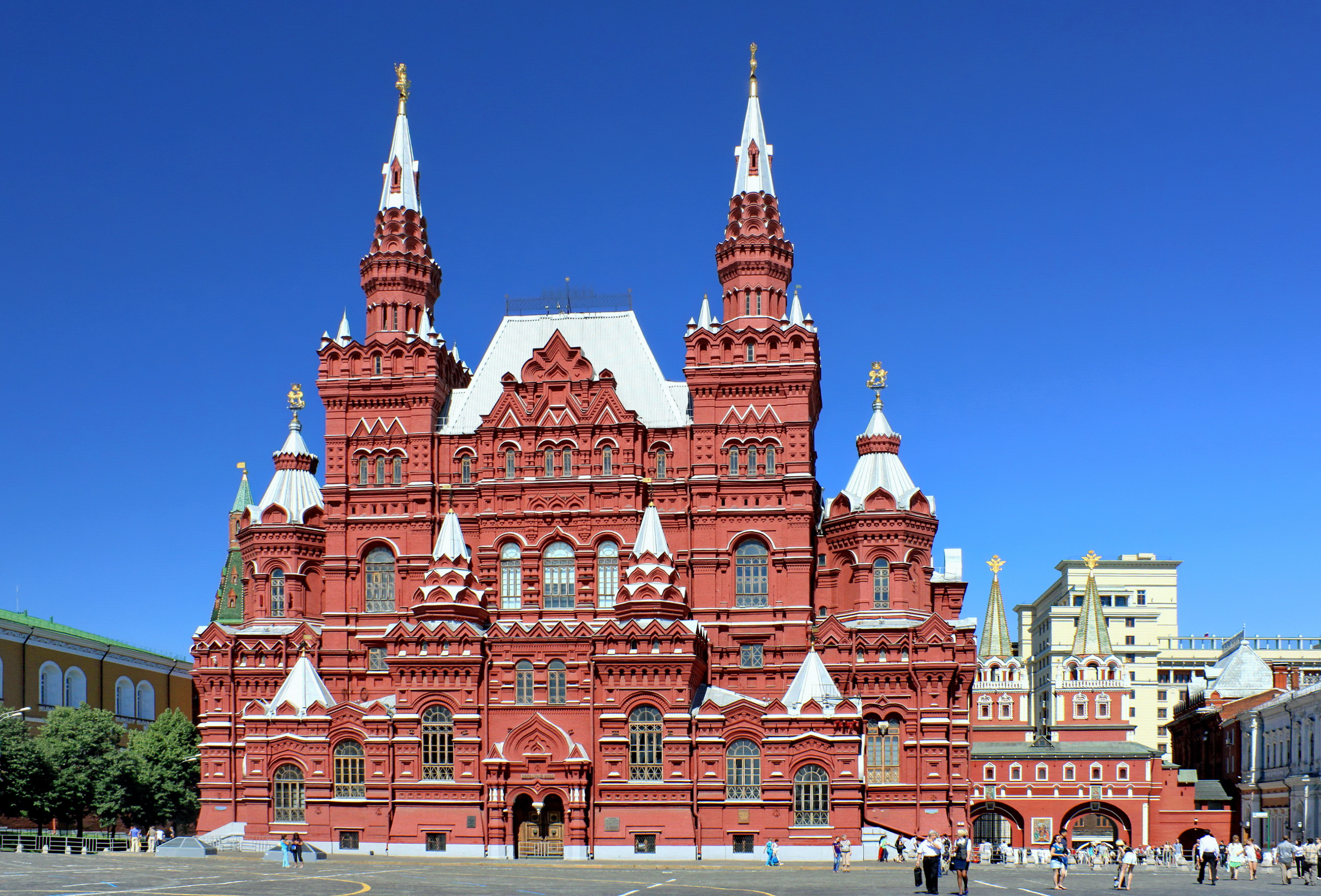
Vista da Praça Vermelha

O Museu Histórico do Estado da Rússia é um museu de história russo firmado entre a Praça Vermelha e a Praça Manege em Moscou. Sua gama de exposições vai desde relíquias pré-históricas das tribos que habitaram o território russo até obras de arte inestimáveis adquiridas por membros da dinastia Romanov. O número total da coleção de objetos do museu é na casa dos milhões.

## Galeria

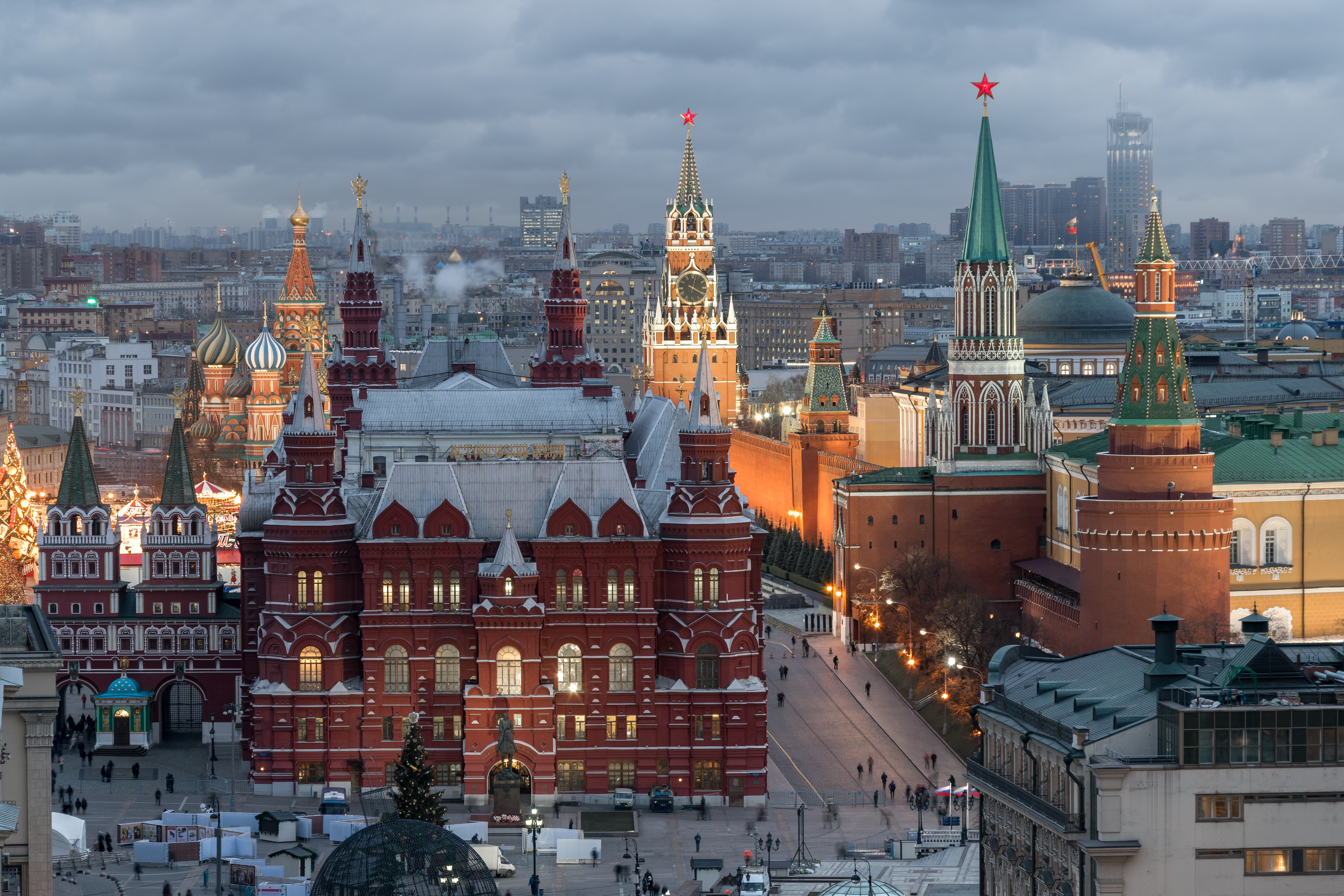
Vista Noturna
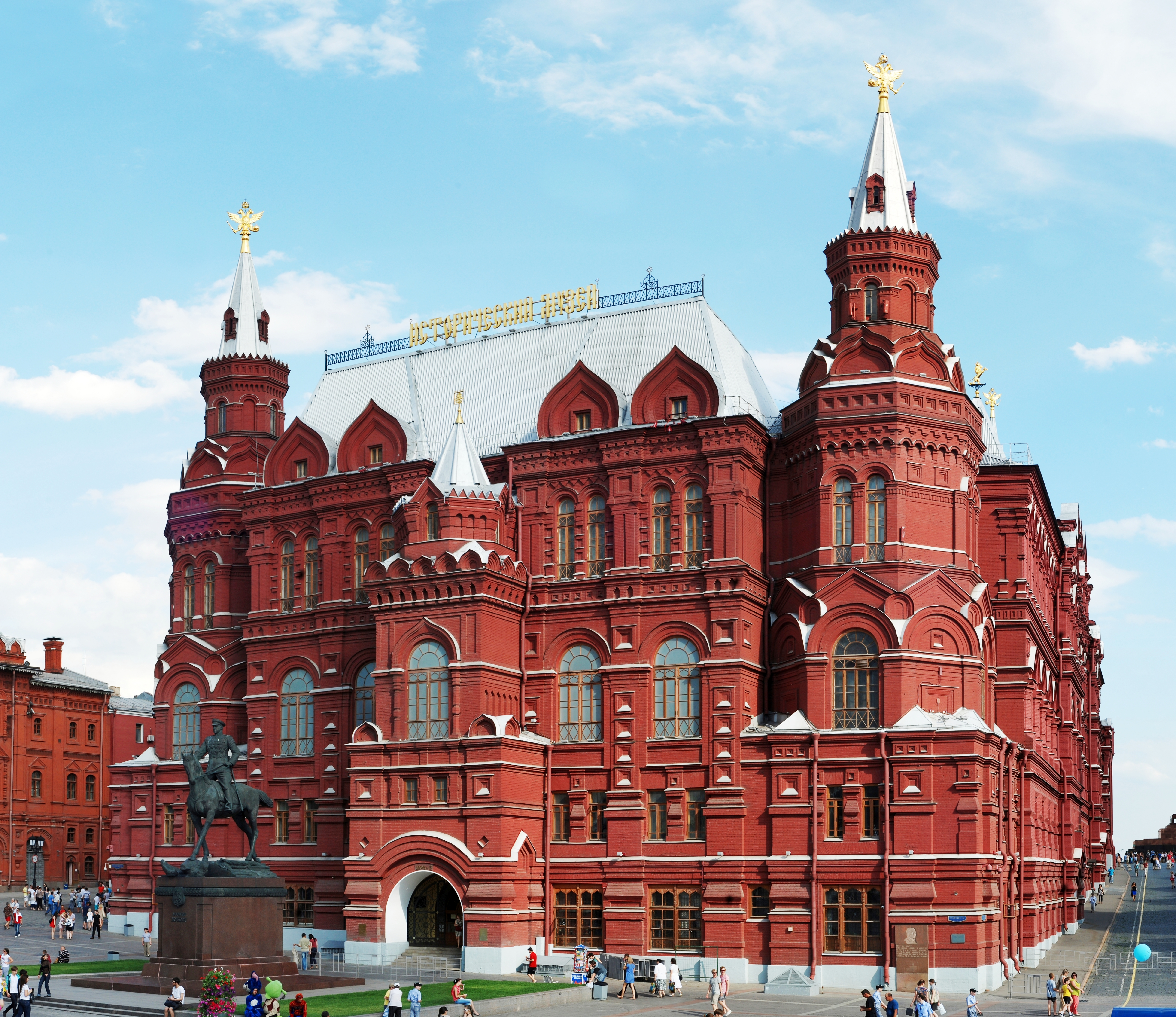
Vista do noroeste
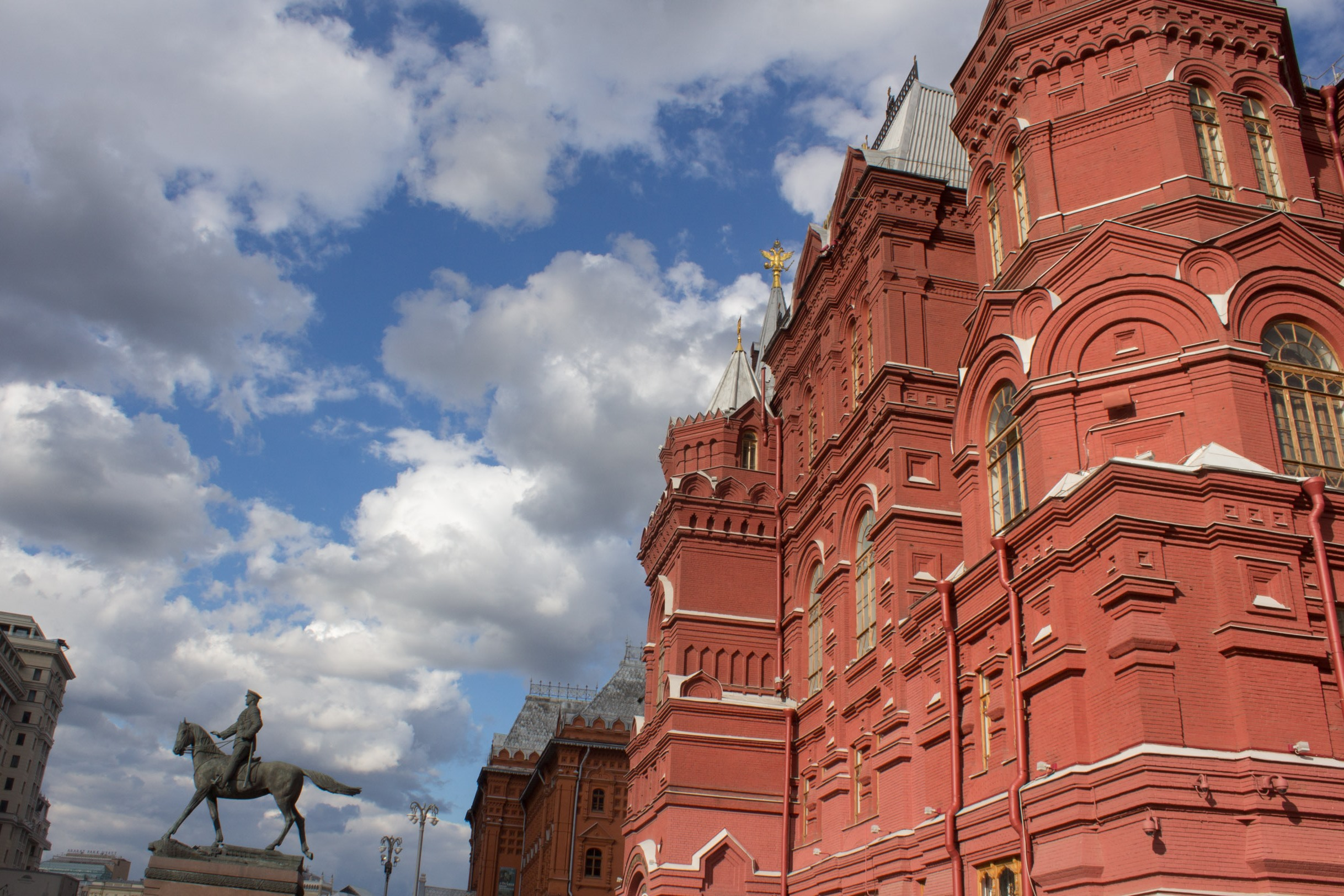
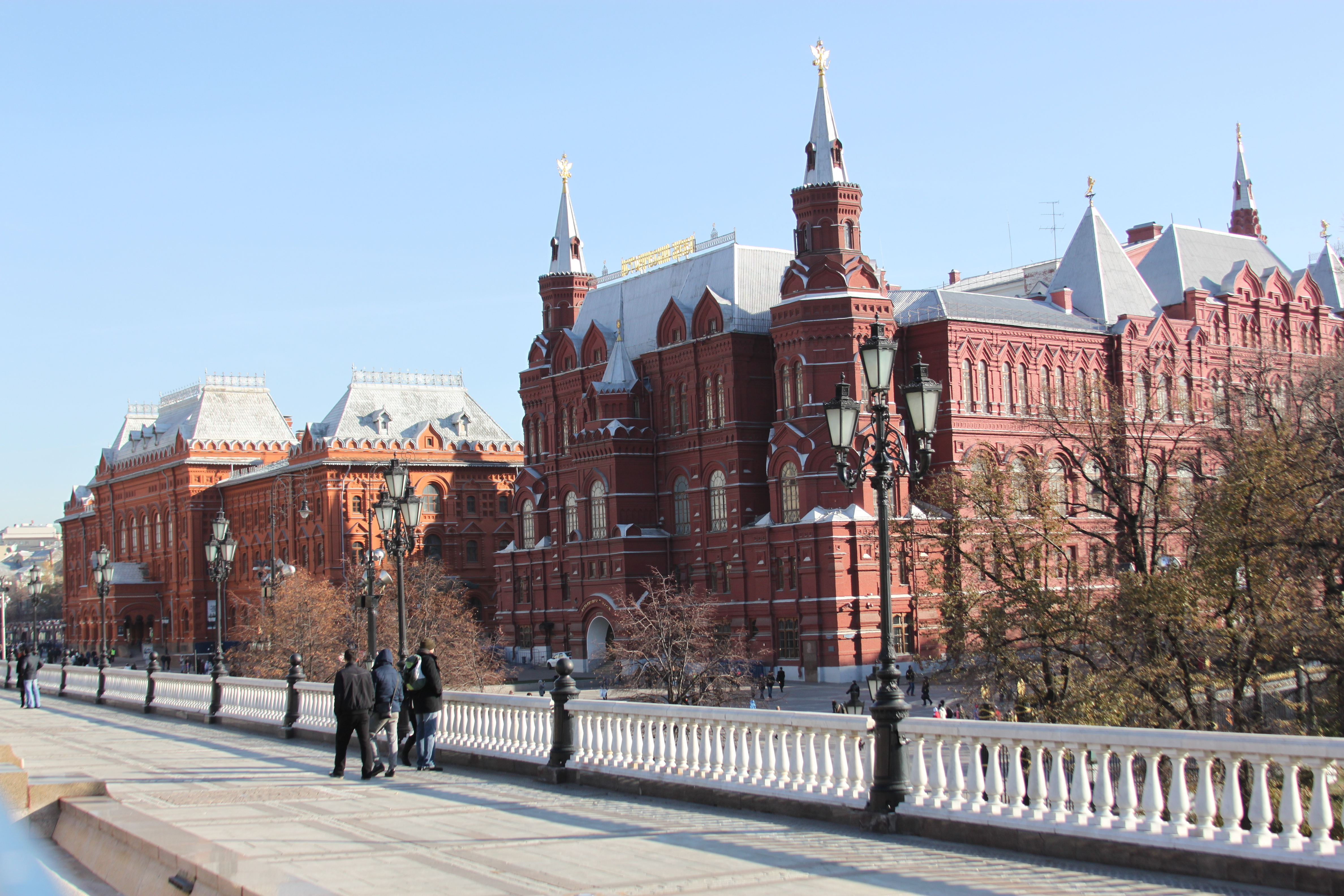
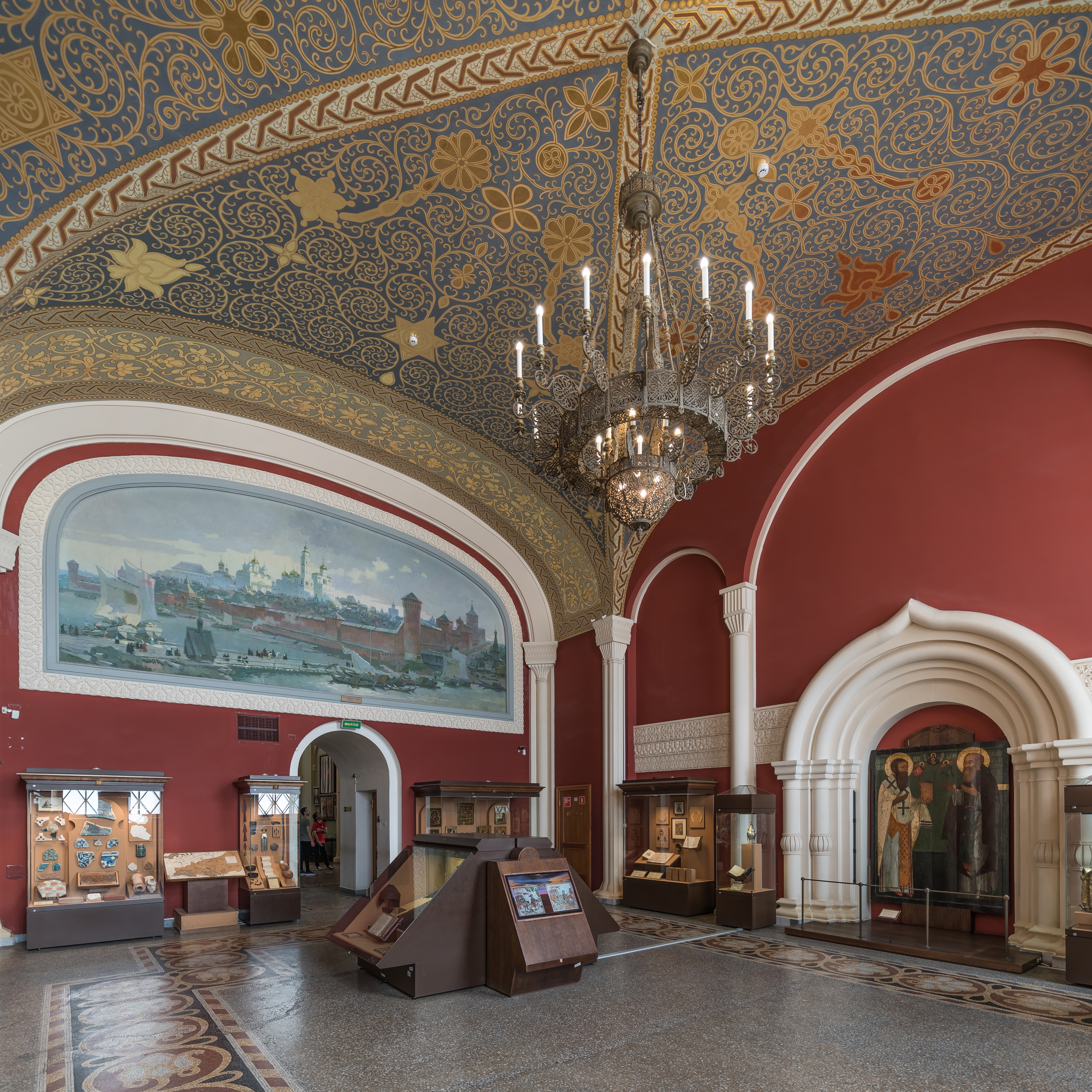
Uma das salas de exposição
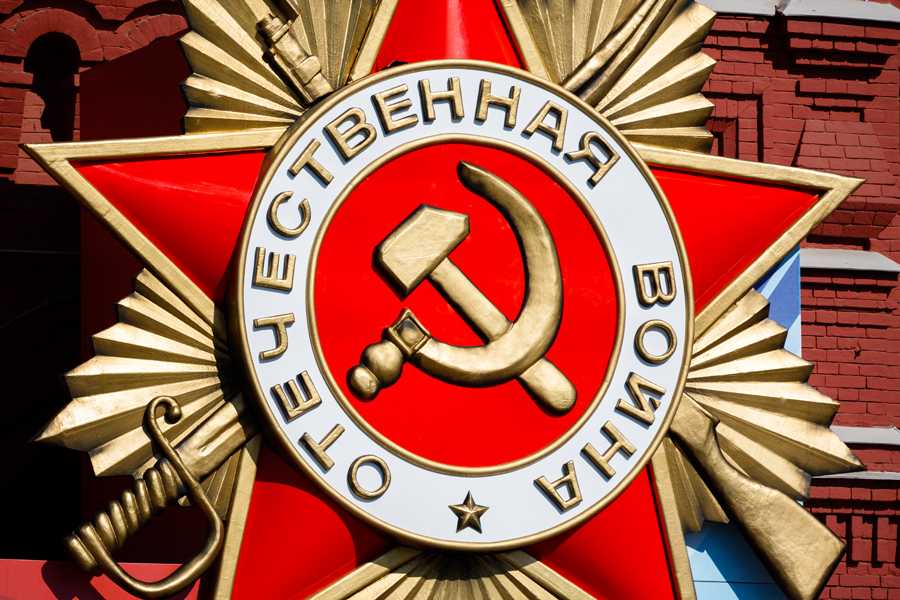
Uma foice e um martelo sendo expostos no museu.